# Menarini Monocar 120
Le Menarini Monocar 120 est un autocar de ligne conçu et fabriqué par le constructeur italien Menarini Bus. Lancé en 1988 sous la marque Menarini Bus, après son intégration dans le groupe Breda, à partir de 1990 il est commercialisé sous la marque BredaMenarinibus jusqu'en 2001.
Ce modèle a été fabriqué en plusieurs milliers d'exemplaires et figure dans le parc de quasiment toutes les sociétés publiques italiennes de transport en commun. Ce véhicule est un des autocars de ligne et GT les plus diffusés de son époque en Italie.

## Histoire
Après avoir commercialisé avec succès les modèles Monocar 102, un autocar rehaussé destiné aux services de grandes lignes et GT et le modèle Monocar 110 destiné aux services de lignes régionales, le constructeur Menarini Bus a voulu proposer un autocar directement concurrent à l'Iveco 370, l'autocar de référence en Italie en version ligne régionale, grandes lignes ou GT. Il lance les études de son nouveau projet, le Monocar 120 au milieu des années 80. Le premier prototype est testé en fin d'année 1987 et la première série est commercialisée au printemps 1988.
Le Monocar 120 va bénéficier d'une carrosserie type C11 qui reprend le style du Monocar 110 déjà vue sur les Iveco 370 carrossés par Menarini. Comme imposé par les lois italiennes, la version interurbaine et ligne régulière régionale reçoit une livrée bleu ciel, les versions grandes lignes circulant sur autoroute en rouge et les versions GT en livrée bleu et gris clair.
La production en série du Monocar 210 débute en 1988 et se poursuit jusqu'en 2001 pour être remplacé par le BredaMenarinibus Lander. Le concurrent italien de ce modèle était l'Iveco 370 et, à partir de 1993, l'Iveco 380 EuroClass qui étaient disponibles en versions 10,5 et 12 mètres comme le Menarini 120.

## Versions

### Monocar 120 N
- Longueur : 10,5 mètres
- Aménagements : interurbain et tourisme,
- Motorisations : Fiat-Iveco diesel type 8460.21X développant 260 ch,

### Monocar 120 L
- Longueur : 12,0 mètres
- Aménagements : interurbain, touristique et GT,
- Motorisations : Fiat-Iveco diesel type 8460.21X de 260 ch.

En option, pour certains marchés d'exportation, un moteur diesel MAN type D2866 TOH de 11.967 cm3 développant 290 ch à 2.200 tr/min et un couple identique à celui du moteur Fiat-Iveco mais à un régime plus élevé équipé de la même boîte de vitesses ZF S6-150C à 7 rapports. Ce moteur a été monté de série à partir de 1992, à la suite du changement de marque en BredaMenarinibus.

## Utilisateurs
Le Monocar 120 a bénéficié d'une large diffusion dans beaucoup sociétés de transport, notamment en Italie comme l'ATV de Vérone, les FAL de Matera, l'ATB de Bergame et l'ASF de Côme. Il n'est pas rare de croiser encore, en 2015, quelques exemplaires de ce modèle pour le transport des salariés de grandes entreprises. Beaucoup d'autres, une fois radiés en Italie, ont été exportés en Afrique et dans les ex pays de l'Est.